# 99
Năm 99 là một năm bắt đầu bằng Thứ Năm trong lịch Julius. 